# Wiera Baranowska
Wiera Wsiewołodowna Baranowska, ros. Вера Всеволодовна Барановская (ur. 1885  w Petersburgu, zm. 7 grudnia 1935 w Paryżu) – rosyjska aktorka filmowa.

## Życiorys
Występowała w Teatrze Artystycznym w Moskwie (MChAT). Grała modelowe postacie proletariuszek zaliczone do największych osiągnięć kina niemego. Stworzyła wybitną kreację Pelagii Własowej w filmie Matka z 1926 roku zrealizowanego na podstawie dzieła Maksima Gorkiego. Była też odtwórczynią jednej z głównych ról – żony robotnika – w filmie Koniec Sankt Petersburga z 1927 roku. W 1928 roku wyemigrowała, występując od tej pory w Czechosłowacji i Paryżu jako Vera Barsoukov.

## Wybrana filmografia
- 1926: Matka
- 1927: Koniec Sankt Petersburga